# Mélissa Theuriau

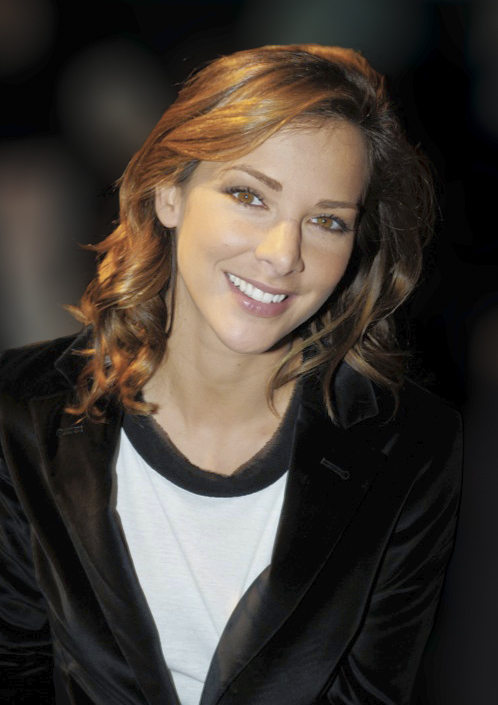
Mélissa Theuriau im Jahr 2008

Mélissa Theuriau (* 18. Juli 1978 in Échirolles, Département Isère) ist eine französische Fernsehjournalistin und Fernsehmoderatorin.

## Ausbildung
Theuriau studierte Information und Kommunikation an der Fachhochschule der Universität Pierre-Mendès-France in Grenoble. Danach schloss sie eine Ausbildung im Fach audiovisueller Journalismus am Kommunikations- und Medienzentrum (ICM) in Échirolles ab.

## Karriere
Im Jahr 2002 arbeitete Mélissa Theuriau als Reporterin beim Sender Match TV. Seit 2003 war sie Reporterin und Anchorwoman für den Sender La Chaîne Info und erlangte dadurch große Bekanntheit in der französischen Öffentlichkeit. Im Mai 2006 überraschte sie durch ihre Ablehnung, die Vertreterin von Claire Chazal für die Abendnachrichten beim Sender TF1 zu werden.
Seit September 2006 ist sie Chefredakteurin und Moderatorin der wöchentlichen Show Zone interdite beim Sender Métropole 6. Im November 2006 präsentiert sie die Sendung Un jour, une photo beim Sender Paris Match. Seit Januar 2007 leitet sie das neue Reise-Magazin Deux, trois jours avec moi beim Sender Paris-Première in Zusammenarbeit mit dem Sender Paris-Match.
Im März 2007 startete sie gemeinsam mit UNICEF und fünf anderen Journalistinnen (Claire Chazal, Marie-Drucker, Laurence Ferrari, Béatrice Schönberg und Tina Kieffer) das Hilfsprogramm "Die Rose", das sich um die Ausbildung von Mädchen kümmert.
Mélissa Theuriau hat sich ungewollt zu einem Internet-Phänomen entwickelt. Ihre YouTube-Videos werden millionenfach von Fans und Bewunderern aufgerufen. Mélissa Theuriau selbst überrascht dieses Phänomen : „Ich kann es nicht erklären ... ich suche absolut nicht diese Öffentlichkeit.“
Die Leser des Daily Express kürten sie im Jahr 2006 zur „world's most beautiful news reporter“. Ähnlich stimmten die Leser der US-Ausgabe der Zeitschrift Maxim „TV's sexiest news anchor“. Paris Match gab ihr den Namen „la bombe cathodique“ (die Fernseh-Bombe).

## Privatleben
Mélissa Theuriau ist seit 2007 mit dem französischen Filmschauspieler und Komiker Jamel Debbouze liiert; die beiden heirateten am 7. Mai 2008. Am 3. Dezember 2008 kam ihr Sohn Léon und 2011 ihre Tochter Lila zur Welt.